# شعب المياو
المياو (بالإنجليزية: Miao)‏ وهم واحدة من المجموعات العرقية الـ 55 المعترف بها في جمهورية الصين الشعبية، يبلغ عددهم حوالي 12 مليون نسمة، يتكلمون باللغة الهموجنية ويتواجدون في محافظات قويتشو وهونان ويونان وسيشوان وقوانغشي وهاينان وغوانغدونغ وهوبيي وكذلك يتواجدون في فيتنام ولاوس وتايلاند ولهم جاليات مشتتة في الولايات المتحدة وكندا وفرنسا.

## جماعة ذات تنظيم مشترك
يعيش أهل مياو في مناطق جبلية، بلدهم في ليشان ظلت مواصلاته صعبة وقوته الانتاجية غير متطورة في فترة طويلة من تاريخه. ومع ذلك فان ثقافتهم شهدت تطوراً وغنىً مطرداً، باتباع مدارها الذاتي في وضعه شبه المغلق. فلا يخفى على أحد ان كل ما يتميزون حاليا به من منشآت وازياء واعراف وادوات موسيقية ما زال يعبق باريج العراقة والاصالة. وبالتالي اطلقت وزارة الثقافة الصينية على بلدهم اسم«بلاد الفن الشعبي في الصين ومما يجدر بالذكر خصوصا ان هناك قرية الالف منزل مياوي» في مكان يدعى شيجيانغ بليشان جرت العادة على تسميتها بالقرية الأولى للمياويين في الصين. وهي ما زالت تحافـــظ، بكل ما في الكلمة من معني، على ما يتوارثه أهل قومية مياو، جيلا بعد جيلا، من ابنية برمائية متميزة بالعراقة والبساطة واعراف وعادات ساذجة اصيلة. الظروف الجيولوجية الخاصة بالقرية عودت بدورها اهلها على اعتماد بعضهم على بعض في الحياة وعلى التميز بحسن الوفادة والتحمس لمساعدة الاخرين. ومن ذلك يحدث على الدوام إذا أتي ضيف بيتا لواحد منهم يحتفي به كل منازل قريتهم. والإكرام البالغ منهم يؤثر في ضيوف القرية تأثيرا بليغا اذ انهم يكرمونهم، بخمر قرن الثور واللحم المقدد ورقصتي المقعد الطويل من الخشب والمزمار البلدي إلى جانب المطايب لديهم